# Klaps (film)
Klaps – polski krótkometrażowy film dokumentalny z 1976 roku, w reżyserii Krzysztofa Kieślowskiego.